# Schienenverkehr auf Taiwan

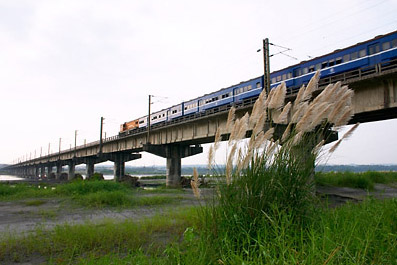
TRA-Zug überquert die Kaoping-Brücke. Kaohsiung, Taiwan

Der Schienenverkehr auf Taiwan erstreckt sich über ein Streckennetz von rund 1.102 km.

## Geschichte
Die Eisenbahn wurde vom herrschaftlichen Inspektor der Qing-Dynastie, Liu Mingchuan, nach Taiwan gebracht. 1888 gab er die Anweisung, zwei Lokomotiven nach Taiwan zu bringen.
Die erste Dampflokomotive war die „Teng Yun“, die ursprünglich auf der Strecke zwischen Shanghai und Wusung lief. Sie trug die Betriebsnummer 01410 und wurde zusammen mit sieben anderen Lokomotiven durch die Aktiengesellschaft für Lokomotivbau Hohenzollern (Düsseldorf) geliefert. Sie lief bis 1924 und steht heute als Denkmal im „Neuen Park“ in Taipeh.
Die erste rund 29 km lange Strecke in Taiwan wurde ab 1887 zwischen Keelung und Taipeh gebaut und ging 1891 in Betrieb. Ab 1888 folgte die Strecke zwischen Taipeh und Hsinchu (rund 78 km), die 1893 in Betrieb ging.
Während der japanischen Herrschaft (1895–1945) wurde die Eisenbahn auf der damals als Formosa bezeichneten Insel weiter ausgebaut. Diese Eisenbahnstrecken dienten vorrangig zum Abtransport von Rohstoffen (insbesondere Holz und Kohle, aber auch Gold). Seit 1989 hat der Eisenbahnring, der die Ost- und Westküste verbindet, eine einheitliche Spurweite von 1067 mm.
Obwohl die Bedeutung der Eisenbahn als Verkehrsträger abgenommen hat, macht Taiwans Bevölkerungsdichte die Eisenbahn zu einem bedeutenden Transportmittel, besonders entlang des dicht besiedelten Korridors an der westlichen Küste.

## Taiwanische Eisenbahn (Taiwan Railway Corporation, TR)

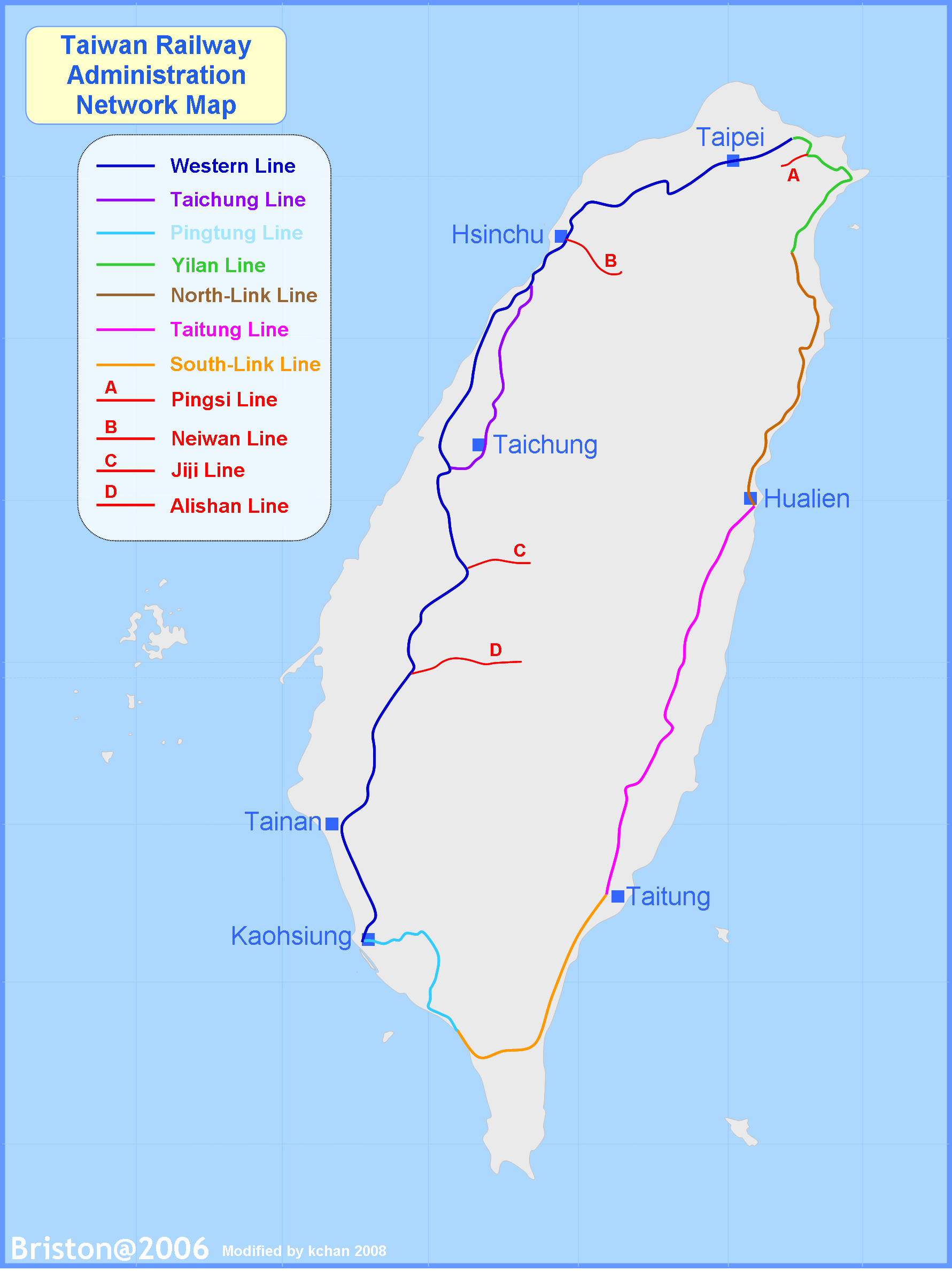
Taiwan Railway Administration Network Map

Die Taiwan Railway Corporation TR (臺灣鐵路公司) (bis 2024 Taiwan Railway Administration TRA) betreibt den meisten Personen- und Güterverkehr auf Taiwan.

### Infrastruktur
Von den rund 1.102 km Strecke sind etwa 654 km zweigleisig und rund 448 km eingleisig ausgebaut.
Die Hauptstrecke Taiwans bildet einen geschlossenen Ring um die Insel, außerdem gibt es drei Nebenstrecken (Pingxi-Linie, Neiwan-Linie und Jiji-Linie). Dazu kommen zwei 2011 eröffnete Zubringerstrecken, die die Bahnhöfe Hsinchu und Tainan der Taiwan High Speed Rail mit den jeweiligen Stadtzentren verbinden.
Die früher nur mit Dieseltriebzügen befahrene Strecke an der Ostküste ist inzwischen komplett elektrifiziert worden. Die Hauptspurweite ist die Kapspur (1067 mm), die Hochgeschwindigkeitsstrecken werden in Normalspur (1435 mm) errichtet.
Da es auf den Inselgruppen Penghu, Kinmen, Matsu und den anderen kleineren zur Republik China gehörenden Inseln keine Eisenbahn gibt, ist die Hauptinsel Taiwan der einzige Teil der heutigen Republik China mit Eisenbahnverkehr.

### Fernverkehr
Seit Frühjahr 2007 verkehren auf der östlichen Küstenstrecke Taroko-Express-Züge, die auf der Baureihe 885 von JR Kyushu basieren. 2013 erfolgte die Indienststellung des Puyuma-Express, der Spitzengeschwindigkeiten von 150 km/h erreicht und somit der schnellste Zug im Streckennetz ist.
Die TRA unterzeichnete mit Hitachi am 15. Januar 2019 einen Vertrag zur Lieferung von 50 zwölfteiligen Intercity-Garnituren des Typs EMU3000. Die Züge werden von 2021 bis voraussichtlich 2024 geliefert.

## Taiwan High Speed Rail
2007 wurde die 345 Kilometer lange normalspurige Schnellfahrstrecke Taiwan High Speed Rail entlang des westlichen Korridors zwischen der Hauptstadt Taipeh im Norden und der Hafenstadt Kaohsiung im Süden eröffnet. Die Strecke wird mit 30 Hochgeschwindigkeitszügen mit je zwölf Wagen des Typs THSR 700T betrieben. Sie basieren auf der Shinkansen-Baureihe 700.

## Stadtverkehr

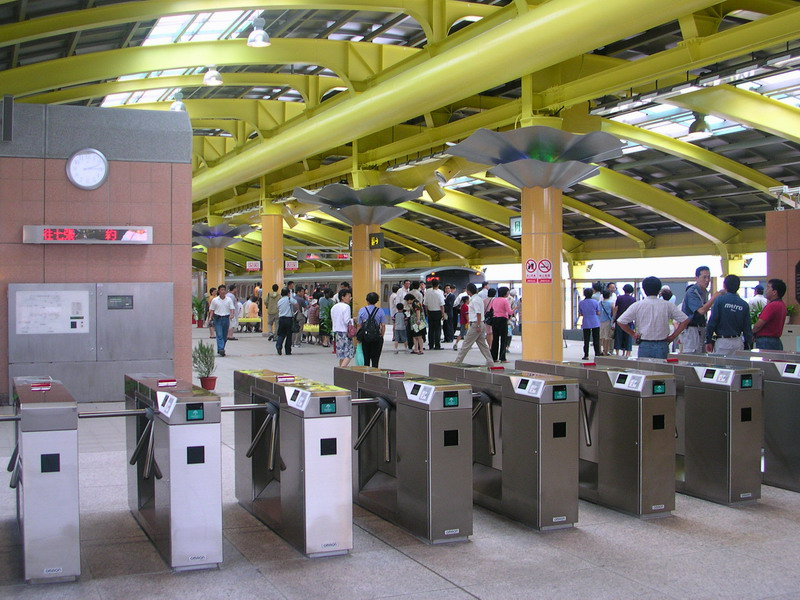
Bahnhof Xiaobitan, Taipei Rapid Transit System

Mit der wachsenden Verstädterung Taiwans sind verschiedene Stadtschnellbahnsysteme entstanden und weitere geplant.
Metro Taipei
Stand 2022 besteht das U-Bahn-Netz der Hauptstadt Taipeh aus sechs Linien mit insgesamt etwa 150 Kilometern Länge. Der Betrieb begann 1996 mit der Wenhu-Linie mit französischem VAL-Zügen auf Gummireifen. Die übrigen Linien verkehren jedoch Schienen. Weitere Linien und Streckenverlängerungen sind geplant.
Taoyuan Metro
Die Taoyuan Airport MRT verbindet den Hauptbahnhof Taipeh, den internationalen Flughafen Taiwan Taoyuan und den HSRT-Station Taoyuan. Nach dem Baubeginn 2006 ging die Strecke im März 2017 in Betrieb. Zwei weitere Linien befinden sich 2022 im Bau.
Kaohsiung Mass Rapid Transit
Im Jahr 2008 nahm ein aus zwei Strecken bestehendes U-Bahn-Netz in Kaohsiung seinen Betrieb auf. Die Kaohsiung Light Rail, eine Straßenbahn-Ringlinie in der Innenstadt, wird seit der Eröffnung im Jahr 2015 mit CAF Urbos betrieben.
Metro Taichung
2021 ging die erste Linie zwischen Beitun und dem Bahnhof der Schnellfahrstrecke in Betrieb.

## Historische Schmalspurbahnen
Um 1933 gab es in Taiwan 18 Schmalspurbahnen in Privatbesitz mit einer Gesamtlänge von 2296 km, wovon 503 km für den öffentlichen Personen- und Güter-Nahverkehr genutzt wurden.
| Name                                  | Länge (Stand 1933) | Spurweite       | Adresse                                    | Gezeichnetes Kapital | Eingezahltes Kapital | Bemerkungen                                                              |
| ------------------------------------- | ------------------ | --------------- | ------------------------------------------ | -------------------- | -------------------- | ------------------------------------------------------------------------ |
| Dai Nihon Soito K.K.                  | 433 km             | 610 mm          | Kobi-gun, Tainan-shu, Taiwan               | 51.416.600 Yen       | 45.779.100 Yen       | Zuckerfabrik, öffentlicher Nahverkehr                                    |
| Ensuiko Seito K.K.                    | 317 km             | 610 mm          | Shin-ei-gun, Taiman-shu, Taiway            | 29.250.000 Yen       | 17.437.500 Yen       | Zuckerfabrik, öffentlicher Nahverkehr                                    |
| Irrigation Works Railway              |                    |                 | 350 Shimo, Toto, Kagi, Taiwan              |                      |                      | [ 4 ]                                                                    |
| Keelung Tanko K.K.                    |                    |                 | Keelung, Taiwan                            |                      |                      | Kohlebergbau                                                             |
| Meiji Seito K.K.                      | 465 km             | 610 mm          | Mato, Sobun-gun, Tainan-shu, Taiwan        |                      | 39.200.000 Yen       | Zuckerfabrik, öffentlicher Nahverkehr                                    |
| Niitaka Seito K.K.                    | 206 km             | 610 mm          | Churyo-sho, Shoka-gun, Taichu-shu, Taiwan  | 28.000.000 Yen       | 14.200.000 Yen       | Zuckerfabrik, öffentlicher Nahverkehr                                    |
| Sango Koshi                           |                    |                 | Taichu-shu, Taiwan                         |                      |                      | Zuckerfabrik                                                             |
| Shinko Seito K.K.                     | 25 km              | 600 mm          | Sanshicho, Hozan-gun, Takao-shu, Taiwan    | 2.200.000 Yen        | 1.200.000 Yen        | Zuckerfabrik, öffentlicher Nahverkehr                                    |
| Showa Seito K.K.                      |                    |                 | Goketsu-sho, Tato-gun, Taihoku-shu, Taiwan |                      |                      | [ 4 ]                                                                    |
| Taichu Keitetsu K.K.                  |                    |                 | 19 Toyohara-gai, Taichu-shu, Taiwan        |                      | 980.000 Yen          | Öffentlicher Nahverkehr                                                  |
| Taihoku Tetsudo K. K.                 | 10 km              | 1067 mm         | Taihoku, Taiwan                            | 1.000.000 Yen        | 500.000 Yen          | Eisenbahngesellschaft                                                    |
| Taito Seito K. K.                     | 13 km              | 610 mm          | Taito-gai, Taiwan                          |                      |                      | Zuckerfabrik                                                             |
| Taiwan Electric Power Company Railway |                    | 1067 mm         | Taihoku, Taiwan                            |                      |                      | Elektrizitätswerke                                                       |
| Taiwan Mining Company Ltd.            |                    |                 | Kinkaseki, Keelung-gun, Taiwan             |                      |                      | Bergbau                                                                  |
| Taiwan Hori Saibai K. K.              |                    |                 | Choshu-gun, Takao-shu, Taiwan              |                      |                      | Ananas-Plantagen                                                         |
| Taiwan Seito K. K.                    | 590 km             | 610 mm          | Heito-gai, Tokao-shu, Taiwan               | 63.000.000 Yen       | 43.080.000 Yen       | Zuckerfabrik, öffentlicher Nahverkehr                                    |
| Teikoku Seito K.-K.                   | 158 km             | 1067 mm         | Taichu, Taiwan                             | 18.000.000 Yen       | 16.200.000 Yen       | Zuckerfabrik, öffentlicher Nahverkehr                                    |
| Kaisha oder Toro                      | 1247 km            | 457 oder 508 mm |                                            |                      |                      | Handbetriebene Bahnen mit 4760 Loren, Schienen-Metergewicht 5 bis 6 kg/m |

## Heutige Industrie- und Museumsbahnen
Ursprünglich für den Transport von Industrieprodukten gebaut, sind diese Strecken jetzt zu einer Touristenattraktion geworden.
Alishan-Waldbahn
Eine Schmalspurverbindung von Chiayi zum beliebten Gebirgsferienort Alishan. Die Strecke wurde ursprünglich 1912 von der Japanischen Kolonialverwaltung für die Holzindustrie gebaut. Jetzt befördert die Bahn hauptsächlich Touristen.
Taipingshan-Waldbahn
Eine ehemalige Waldbahn, die nach der Stilllegung eine Zeit lang als Museumsbahn betrieben wurde.
Luodong-Waldbahn
Eine ehemalige Waldbahn, die von 1924 bis 1979 in Betrieb war und wieder als Museumsbahn neu eröffnet werden soll.
Wūlái Táichē
Eine ehemals handbetriebene Bahn.
Zuckerbahnen in Taiwan
Eine beträchtliche Anzahl Schmalspurbahnen hauptsächlich in der Mitte und im Süden Taiwans, die ursprünglich während der japanischen Herrschaft von der Meiji Sugar Co. Ltd. für den Transport von Zuckerrohr gebaut wurden, aber auch einen beschränkten Reiseverkehr durchführen konnten. Der planmäßige Personenverkehr wurde 1982 eingestellt. 2003 wurde auf einigen Kurzstrecken der Verkehr wieder aufgenommen.